# Gabriele Boiselle

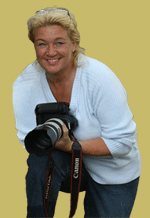
Gabriele Boiselle

Gabriele Boiselle (* 1954 in Speyer) ist eine Tier- und vor allem Pferdefotografin und Autorin von Büchern über Pferde. Sie absolvierte ein Journalistik-Studium in München. Neben Sachbüchern und Bildbänden gibt sie Kalenderserien mit Pferde- und Tiermotiven im eigenen Verlag, der Edition Boiselle, heraus. Sie arbeitet auch für andere Buch- und Zeitschriftenverlage und hat mit dem Archiv Boiselle ihr eigenes digitales Bildarchiv für Pferde- und Tierfotografie aufgebaut.

## Publikationen
- Grace and Beauty. The Book People, England 1992; deutsch: Grazie & Schönheit. Karl Mueller Verlag, Erlangen 1992.
- Pferde. Freunde des Menschen. Franckh-Kosmos 1996
- zus. mit GaWaNi Pony Boy: Time Well Spent. Das persönliche Tagebuch zum indianischen Pferdetraining. Franckh-Kosmos, 2000, ISBN 1-88954-042-0.
- Ein Herz für Pferde. Pattloch 2002.
- Faszination Pferd. Krone 2002, Feierabend Unique Books, 2003.
- Fascination Horse. Feierabend Verlag, ISBN 978-3-89985-051-2.
- zus. mit GaWaNi Pony Boy: Horse, Follow Closely. Franckh-Kosmos, 2004.
- zus. mit Julie Miller: Wanderreiten. Die schönsten Pferdetrecks der Welt. Christian Verlag, 2005.
- Pferde im Fotostudio, Edition Boiselle, 2005.
- zus. mit Agnes Galletier: Pferde. Temperament und Anmut. White Star, 2006, ISBN 3-939128-41-4.
- Die Welt der Esel. Ulmer, 2007, ISBN 3-8001-4969-9.
- Kenzie Dysli und die Pferde. Müller Rüschlikon, Stuttgart 2013, ISBN 978-3-275-01934-2.
- Haupt- und Landgestüt Marbach: 500 Jahre Pferdezucht, Müller Rüschlikon, Stuttgart 2014, ISBN 978-3275019649